# Тогакуре-рю
Togakure-ryū Ninpō Taijutsu (яп. 戸隠流忍法体術) — одна з найстаріших шкіл японського ніндзюцу, що сформувалась у XII столітті. Школа зберегла свою спадкоємність протягом понад 900 років і є однією з дев'яти традиційних шкіл бойових мистецтв у системі Bujinkan, заснованій Масаакі Хацу́мі.

## Історія
Засновником школи вважається Тогакуре Дайсуке (戸隠大助), самурай із провінції Іга. Близько 1162 року після політичних заворушень і поразки свого господаря він змушений був втекти в гори Тогакуре (сучасна префектура Нагано). Там він зустрівся з китайським відлюдником і майстром бойових мистецтв Кайн Досі (яп. 介胤道士), який навчив його різноманітних технік шпигунства, партизанської тактики, маскування, а також унікальної філософії виживання.
Передання школи зберігалося усно та письмово протягом століть. Togakure-ryū стала однією з основних шкіл ніндзюцу, що розвивалися в провінціях Іга та Кога, відомих осередках ніндзя. На відміну від інших бойових систем, Togakure-ryū завжди мала акцент на збереження життя, ухиленні від непотрібних боїв та використанні середовища для досягнення переваги.
У XX столітті школа була передана майстром Тосіцуґу Такамацу (33-й соке) своєму учневі Масаакі Хацу́мі, який став 34-м соке Togakure-ryū. Саме Хацу́мі-сенсей зробив школу відомою в усьому світі.

## Філософія школи
Головним девізом школи є фраза:
- «Нінпо — це шлях виживання, шлях співіснування з природою, а не шлях руйнування».*

Учні школи навчаються не лише бойовим технікам, а й розвитку спостережливості, адаптації до змін середовища, витривалості, духовної рівноваги та стратегії ухилення від конфліктів.

## Особливості технік
Togakure-ryū практикує широкий спектр бойових мистецтв, зокрема:
- Taijutsu — беззбройний бій, у тому числі кидки, болючі захоплення, удари по больових точках.
- Kenjutsu — володіння мечем (у тому числі коротким мечем ніндзя-то зі злегка вигнутим або прямим лезом).
- Shurikenjutsu — техніки метання сюрикенів (пластинчастих та паличкових).
- Bojutsu — бій довгою палицею (бо, ханбо, дзё).
- Sōjutsu — володіння списом.
- Kusarigamajutsu — використання серпа з ланцюгом.
- Koppojutsu та Kosshijutsu — атака по кістках та м'язах, що завдає глибоких ушкоджень.
- Hensōjutsu — мистецтво маскування, перевдягання та зміни зовнішності.
- Intonjutsu — техніки втечі, уникнення погоні, пересування безшумно.
- Shinobi-iri — мистецтво проникнення на охоронювану територію.
- Kayakujutsu — використання вибухових пристроїв.
- Suiren — плавання у повному бойовому спорядженні.
- Chōhōjutsu — методи збору інформації та шпигунства.

## Специфічне спорядження
Унікальним елементом Togakure-ryū є:
- Shuko та Ashiko — залізні кігті на руках і ногах для лазіння.
- Metsubushi — порошок для тимчасового осліплення супротивника.
- Makibishi — металеві шипи для ускладнення переслідування.
- Ніндзя-то — короткий меч, що дозволяє використовувати його також для лазіння (використовуючи цубу — гарду меча як гак).

## Відомі учні та послідовники
- Тосіцуґу Такамацу (33-й соке)
- Масаакі Хацу́мі (34-й соке)
- Ногучі Юкіо (Shihan Bujinkan)
- Наґато Тосіро (Shihan Bujinkan)
- Ісізака Хацу (Shihan)
- Манако Фуміо (один із старших учнів Такамацу-сенсея)

## Сучасний стан
Сьогодні Togakure-ryū є частиною навчальної програми Bujinkan Dōjō, що діє в Японії та багатьох країнах світу. Після рішення Хацу́мі-сенсея не призначати єдиного наступника, школа існує у вигляді міжнародної мережі шиханів (великих майстрів), які продовжують викладання та збереження традиції.

## Критика та дискусії
Як і інші школи ніндзюцу, Togakure-ryū іноді стає об'єктом критики стосовно історичної достовірності окремих аспектів. Частина дослідників вважає, що деякі легенди школи могли бути романтизовані або модифіковані у XX столітті. Однак збереження технік, філософії та навчання безперервної лінії спадкоємства протягом століть підтверджує унікальність школи.